# ボゴダ峰
ボゴダ峰（博格達峰）は、中華人民共和国新疆ウイグル自治区の天山山脈にある標高5,445mの山で、ボゴダ山の最高峰である。
ボゴダ峰の側面の角度は70度から80度と急である。1981年に日本の京都山岳会所属の11人が初登頂を行った。その下山中に1人の隊員がクレバスに落下して死亡している。